# Edouard Julien
Edouard Julien (Quebec, Canadá, 30 de abril de 1999) es un jugador profesional canadiense de béisbol que se desempeña en la posición de segunda base en Minnesota Twins, equipo de las Grandes Ligas de Béisbol (MLB).

## Carrera
Fue seleccionado en la 18.ª ronda en el Draft de la MLB de 2019. En 2023 hizo su debut profesional con el equipo Minnesota Twins, donde lleva jugando dos temporadas.